# Moenkhausia dichroura
Moenkhausia dichroura és una espècie de peix de la família dels caràcids i de l'ordre dels caraciformes.

## Morfologia
- Els mascles poden assolir 10 cm de llargària total.[2]

## Hàbitat
Viu a àrees de clima tropical entre 22 °C - 26 °C de temperatura.

## Distribució geogràfica
Es troba a Sud-amèrica, a les conques dels rius Orinoco, Amazones i Paraguai.